# Annulariidae
Famille
Les Annulariidae sont une famille de mollusques de la classe des gastéropodes et de l'ordre des Littorinimorpha. 

## Liste des genres
Selon World Register of Marine Species (1 octobre 2017) :
- genre Abbottella Henderson & Bartsch, 1920
- genre Adamsiella L. Pfeiffer, 1851
- genre Aguayotudora de la Torre & Bartsch, 1941
- genre Annularia Schumacher, 1817
- genre Annularisca Henderson & Bartsch, 1920
- genre Annularita Henderson & Bartsch, 1920
- genre Annularodes Henderson & Bartsch, 1920
- genre Annularops Henderson & Bartsch, 1920
- genre Articulipoma Bartsch, 1946
- genre Blaesospira Crosse, 1891
- genre Bonairea H.B. Baker, 1924
- genre Chittypoma Watters, 2006
- genre Choanopomops H.B. Baker, 1928
- genre Chondropoma L. Pfeiffer, 1847
- genre Chondropomartes Henderson & Bartsch, 1920
- genre Chondropomella Bartsch, 1932
- genre Chondropometes Henderson & Bartsch, 1920
- genre Chondropomium Henderson & Bartsch, 1920
- genre Chondrops Bartsch, 1946
- genre Chondrothyra Henderson & Bartsch, 1920
- genre Chondrothyrium Henderson & Bartsch, 1920
- genre Cistulops H.B. Baker, 1924
- genre Colobostylus Crosse & P. Fischer, 1888
- genre Colonella Bartsch, 1946
- genre Colonina Bartsch, 1946
- genre Crossepoma Bartsch, 1946
- genre Cubadamsiella de la Torre & Bartsch, 1941
- genre Dallsiphona de la Torre & Bartsch, 1941
- genre Diplopoma L. Pfeiffer, 1859
- genre Eutudora Henderson & Bartsch, 1920
- genre Eyerdamia Bartsch, 1946
- genre Gouldipoma Watters, 2006
- genre Gutierrezium de la Torre & Bartsch, 1938
- genre Halotudora Watters, 2006
- genre Juannularia de la Torre & Bartsch, 1941
- genre Lagopoma Bartsch, 1946
- genre Leiabbottella Watters, 2010
- genre Licina Gray, 1847
- genre Meganipha F.G. Thompson, 1978
- genre Megannularia Watters, 2006
- genre Opisthosiphon Dall, 1905
- genre Parachondria Dall, 1905
- genre Parachondrops Henderson & Bartsch, 1920
- genre Paradoxipoma Watters, 2014
- genre Ramsdenia Preston, 1913
- genre Rhytidopoma Sykes, 1901
- genre Rhytidothyra Henderson & Bartsch, 1920
- genre Rolleia Crosse, 1891
- genre Sallepoma Bartsch, 1946
- genre Samanicola Watters, 2006
- genre Saulaepoma Watters, 2006
- genre Tessaripoma Watters, 2016
- genre Tudora Gray, 1850
- genre Tudorina de la Torre & Bartsch, 1941
- genre Tudorisca Henderson & Bartsch, 1920
- genre Turrithyra de la Torre & Bartsch, 1938
- genre Weinlandipoma Bartsch, 1946
- genre Xenopoma Crosse, 1891
- genre Xenopomoides de la Torre & Bartsch, 1941